# الجمهوريانية في النرويج
الجمهورياتية في النرويج هي حركة تهدف إلى استبدال الملكية الدستورية بشكل جمهوري للحكومة. كانت البلاد دوما تحت حكم ملك ولم تكن جمهورية قط. ومنذ عام 1905 و‌حل الاتحاد مع السويد، نشأت العديد من الحركات والأفكار الجمهورية.